# Orient (1756)
L'Orient fu un vascello di linea francese da 74 cannoni che prestò servizio nella marina francese dal 1759 al settembre 1789

## Storia
La costruzione del vascello da 80 cannoni Orient fu autorizzata dalla Compagnia francese delle Indie orientali presso l'arsenale di Lorient, su progetto del costruttore navale Antoine Groignard. Il vascello fu impostato nell'aprile 1756, varato il 9 ottobre di quell'anno, e completato nell'agosto 1757. Era la più grande nave costruita per la compagnia fino a quell'epoca. Nel maggio 1759 lo Orient venne acquistato dalla Marine royale entrando subito in servizio.
Il 14 novembre 1759 l'Orient faceva parte di una flotta di 21 navi di linea al comando di Hubert de Brienne che tentava di effettuare uno sbarco di truppe in Cornovaglia al fine di conquistare la Gran Bretagna. Al comando della Alain Nogérée de la Filière, su di esso alzava la sua insegna lo chef d'escadre Joseph Marie Budes de Guébriant che comandava l'avanguardia francese (composta da 7 vascelli).
Prese parte alla successiva battaglia della baia di Quiberon del 20 novembre 1759 contro la flotta inglese dell'ammiraglio Edward Hawke, e la mattina del giorno successivo fu uno degli otto vascelli che lasciarono il campo di battaglia e si rifugiarono a Rochefort. 
L'Orient fu successivamente ristrutturato a Brest nel 1766, e il suo armamento venne ridotto a 74 cannoni. Subì un nuovo ciclo di lavori dal 1777 all'aprile 1778. In quello stesso anno, con lo scoppio della guerra anglo-francese, prese parte alla battaglia di Ouessant.
Il 28 dicembre 1778, al comando di Jean Baptiste Barthélémy Thomas d'Estienne conte d'Orves, salpò da Brest per rinforzare la colonia francese dell'Île de France arrivando a destinazione nel settembre 1779, con il suo equipaggio affetto dallo scorbuto. Nel 1779 catturò il corsaro britannico Vigilant di Bristol, comandante Marshall, e lo portò a Lorient.
Nell'aprile 1781 la salute di Estienne d'Orves era peggiorata al punto che il primo ufficiale Bolle era al comando effettivo del vascello. Dopo la morte di Estienne d'Orves, avvenuta il 9 febbraio 1782, il nuovo comandante della squadra navale dell'Oceano Indiano, Pierre André de Suffren de Saint Tropez, mise al comando dell'Orient il capitano Jean Baptiste Christy de La Pallière. Partecipò alla battaglia di Sadras (17 febbraio 1782), e a quella di Providien (12 aprile 1782).
Il 6 luglio 1782 fu presente alla battaglia di Negapatam, anche se non prese parte all'azione, e partecipò alla battaglia di Trincomalee tra il 25 agosto e il 3 settembre 1782. In seguito a questa battaglia il vascello fece naufragio vicino a Trincomalee, nello Sri Lanka l'8 settembre 1782. Intorno alle 04:00, quando era al comando del vascello il guardiamarina Jean Anne Christy de La Pallière, quest'ultimo insistette per navigare con le sue mure piuttosto che effettuare una virata come il pilota gli aveva consigliato. L'Orient urtò una roccia a Pointe-Sale e si fermò. Sparò con un cannone per chiedere aiuto e il resto dello squadra di Suffren si mise all'ancora nelle vicinanze per fornire la necessaria assistenza, ma quando lo Orient si rimise a galla,   si imbatté in un'altra roccia nelle vicinanze e divenne una perdita totale. Parte del suo sartiame venne utilizzata come pezzo di ricambio per riparare lo Illustre e lo Héros. L'ufficiale responsabile del disastro, il guardiamarina Christy de La Pallière, figlio del capitano dell'Orient Jean Baptiste Christy de La Pallière, al suo rientro fu radiato dalla Marina.

### Annotazioni
1. ↑  Suffren riuscì a salvare l'equipaggio e a recuperare l'albero maestro, parte dell'artiglieria e varie attrezzature a beneficio del resto della squadra.

### Fonti
1. 1 2 3 4 5  Demerliac 2004, p. 17.
2. 1 2 3 4 5  Roche 2005, p. 335.
3. ↑  Three Decks.
4. ↑   Binet, La construction du vaisseau de 100 canons 'La Bretagne', in Annales de Bretagne et des pays de l'Ouest, vol. 27-2, 1911,  p. 218. URL consultato il 12 aprile 2020.
5. ↑  Winfield, Roberts 2017, p. 76.
6. 1 2  Lacour-Gayet 1902, pp. 519-520.
7. ↑  Lacour-Gayet 1902, pp. 352-367.
8. ↑  Cunat 1852, p. 73.
9. ↑   The Marine List, su Lloyd's List, n. 1020, 1º gennaio 1779. URL consultato il 19 aprile 2020.
10. ↑  Cunat 1852, p. 87.
11. ↑  Cunat 1852, p. 104.
12. ↑  Cunat 1852, p. 228.
13. ↑  Cunat 1852, p. 229.
14. ↑  Cunat 1852, p. 380.